# Get It
Get It es el tercer álbum de estudio del músico galés Dave Edmunds. Fue publicado en abril de 1977 a través de Swan Song Records.

## Recepción de la crítica
En una reseña retrospectiva para AllMusic, el crítico musical Stephen Thomas Erlewine declaró: “[Dave] Edmunds sabe cómo hacer que suenen como clásicos olvidados, y por eso Get It es uno de sus mejores álbumes”.

## Créditos y personal
Créditos adaptados desde las notas de álbum de Get It.
Músicos
- Dave Edmunds – voz principal y coros, guitarras, bajo eléctrico, teclado, percusión
- Terry Williams – percusión
- Billy Rankin – percusión
- Steve Goulding – percusión
- Nick Lowe – bajo eléctrico
- Paul Riley – bajo eléctrico
- Bob Andrews – teclado, acordeón

Personal técnico
- Dave Edmunds – productor
- Edward Barker – diseño de portada
- Keith Morris – fotografía

## Posicionamiento
| Gráfica (1977–78)                                     | Pico de posición |
| ----------------------------------------------------- | ---------------- |
| Australia (Kent Music Report)                         | 31               |
| Estados Unidos (Billboard Bubbling Under the Top LPs) | 209              |
| Suecia (Sverigetopplistan)                            | 42               |